# Чемпионат России по интерактивному футболу
Чемпионат России по интерактивному футболу — киберспортивное соревнование, которое с 2017 года ежегодно проводится Российским футбольным союзом и Федерацией компьютерного спорта России.
С 2018 года соревнования включены в Единый календарный план межрегиональных, всероссийских и международных физкультурных мероприятий и спортивных мероприятий Минспорта Российской Федерации.

## История

### Чемпионат России по интерактивному футболу 2017
Чемпионат России по интерактивному футболу — первый официальный чемпионат страны по FIFA 18, организованный Российским футбольным союзом и Федерацией компьютерного спорта России. Соревнования за титул Чемпиона России проходили с октября по декабрь 2017 г.
Призовой фонд составил 1 000 000 рублей.
3 октября 2017 года, в Доме футбола в Москве Российский Футбольный Союз и Федерацией компьютерного спорта России подписали первый договор о проведении совместного Чемпионата России по киберфутболу.
В рамках открытых онлайн-отборочных было проведено 7 онлайн-турниров, в каждом из которых разыграно по 3 квоты в финальную часть.
В ходе открытых офлайн-отборочных (Гран-При), которые проходили на стадионах профессиональных футбольных клубов и были приурочены к центральным матчам по футболу и матчам сборной России, участники так же разыграли по 3 квоты в финал.
Кроме того, в финальную часть соревнований были приглашены 16 игроков — представителей спортивных клубов. В результате 64 сильнейших игрока страны сошлись в гранд-финале, который прошёл 23-24 декабря 2017 года в Москве в Yota Arena.
Матчи финала Чемпионата комментировали легендарный спортивный комментатор Виктор Гусев и лучший комментатор турниров по FIFA Алексей Кушниренко. Разобраться в ходе игры зрителям помогала студия аналитики: талант студии RuHub Александр Хитров и 2 опытных игрока в FIFA Антон Орлов и Марат Мухамадиев, к которым позже присоединился один из участников Чемпионата, известный игрок в FIFA и популярный видеоблогер Сергей «KEFIR» Никифоров. Вёл мероприятие Никита Ковальчук — создатель YouTube-канала «Картавый футбол».
Итоговое распределение мест в Чемпионате:
- 1 место (500 000 руб.) — Хан «hantigr_4» Балабеков
- 2 место (300 000 руб.) — Аслан «Unezh» Унежев
- 3 место (200 000 руб.) — Давлят «ShutRus» Сагитов

### Чемпионат России по интерактивному футболу 2018
22-23 декабря 2018 в Gamer Stadium (г. Москва, Ходынский бульвар, 4) прошёл гранд-финал чемпионата России по интерактивному футболу, организованного Российским футбольным союзом и Федерацией компьютерного спорта России.
Турнир проходил по игре FIFA 19.
Партнёрами соревнования али компания «МегаФон» и автоконцерн Volkswagen.
Призовой фонд составил 1 000 000 рублей.
Игровая платформа — Sony PlayStation 4 со стандартным геймпадом Dual Shock 4.
В соревновании участвовали как киберспортивные организации, так и футбольные клубы из «большого» спорта.
860 киберфутболистов разыгрывали слоты в финальной стадии турнира.
28 игроков стали известны по итогам 6 онлайн-квалификаций и отдельной квалификации для профессиональных футбольных и киберспортивных клубов.
Ещё 4 игрока — полуфиналисты Кубка России по интерактивному футболу 2018, получили прямые квоты по приглашению организаторов турнира.
Первый игровой день гранд-финала прошёл по швейцарской системе, где каждый сыграл с каждым. По результатам матчей была сформирована сетка плей-офф, куда попали такие игроки как Сергей «kefir» Никифоров, Антон «klenoff» Кленов, Роберт «Ufenok77» Фахретдинов и другие.
В финале чемпионата встретились киберспортсмены двух футбольных клубов — Антон «klenoff» Кленов из «Динамо-Москва» и Роберт «Ufenok77» Фахретдинов из «Локомотива». Сильнее оказался представитель бело-голубых, обыгравший «железнодорожника» со счётом 3:2.
В матче за третье место Даниил «Abeldos» Абельдяев (Nova eSports) обыграл Артема «AfanGess» Афанасьева (forZe x Spartak).
Итоговое распределение мест в Чемпионате:
- 1 место (500 000 руб.) — Антон «klenoff» Кленов, ФК «Динамо-Москва»
- 2 место (300 000 руб.) — Роберт «Ufenok77» Фахретдинов, ФК «Локомотив»
- 3 место (200 000 руб.) — Даниил «Abeldos» Абельдяев, Nova eSport

Комментировали матчи Артём «MOZZ» Красулин, Никита «Finikland» Куриленко и легендарный футбольный комментатор Виктор Гусев. Разобраться в ходе игры зрителям помогала студия аналитики с Денисом Бадаевым, Джеффом Оморогбе, Максимом Гутником и Ростиславом Родиным.

### Чемпионат России по интерактивному футболу 2019
8 декабря 2019 года в Yota Arena прошёл гранд-финал Чемпионата РФС по интерактивному футболу, организованного Российским футбольным союзом и Федерацией компьютерного спорта России.
Турнир проходил по игре FIFA 20 в режиме Ultimate Team на двух консолях: Playstation 4 и Xbox One.
Победители и призёры чемпионата также получили турнирные очки согласно системе распределения очков для турниров статуса eMA Trophy Tournaments (система указана на сайте ЕА). При этом топ-4 игрока турнира вошли в расширенный состав сборной России.
Призовой фонд составил 1 000 000 рублей.
Формат проведения
Отборочный этап: 2 ноября — 27 ноября 2019 года
В рамках отборочного этапа турнира состоятся 4 online-квалификации для каждой консоли, в каждой из которых будет разыграно по 8 квот в основной этап.
В общей сложности в основную стадию турнира прошли по 64 участника (по 32 участника на каждой консоли).
Основной этап: 30 ноября — 1 декабря 2019 года
Основной этап состоял из двух раундов. На групповой стадии 64 киберфутболиста (по 32 на каждой консоли) сразились между собой по швейцарской системе. 32 лучших игрока (по 16 на каждой консоли) вышли в стадию плей-офф, где определились лучшие 8 участников (по 4 на каждой консоли), которые отправились в гранд-финала турнира.
Гранд-финал: 8 декабря 2019 года в Yota Arena в Москве
Победители финала на каждой из консолей сыграли между собой кроссплатформенный матч за звание Чемпиона России. Матчи проходили поочередно на PS4 и XBOX, а чемпиона определяли по сумме голов за два матча. Проигравшие в финале на каждой консоли сыграли кроссплатформенный матч за бронзу турнира.
Xbox
Полуфиналы:
- Логинов Игорь (Nezox) vs Кленов Антон (Klenoff) — 1:2 (0:0 (4:3 по пенальти), 0:3, 0:2);
- Елисеев Роман (Elinho) vs Кисленко Валерий (Cooko) — 2:0 (0:0 (по пенальти 4:2), 2:1);

Финал:
- Кленов Антон (Klenoff) vs Елисеев Роман (Elinho).

Playstation 4
Полуфиналы:
- Антон Жуков (Antohazh1337) vs Гурьев Андрей (Timon) — 0:2 (0:1, 1:4)
- Овдин Сергей (sport4ever89) vs Уразбахтин Руслан (RusPro) — 2:1 (2:3, 1:1 (5:4 по пенальти), 2:2 (3:1 по пенальти)

Финал:
- Овдин Сергей (sport4ever89) vs Гурьев Андрей (Timon)[12].

В финале чемпионата встретились Андрей «Timon» Гурьев и Антон «Klenoff» Кленов. Сильнее оказался Гурьев, обыгравший Кленова со счётом 2:1. В матче за третье место Сергей «sport4ever89» Овдин обыграл Романа «Elinho» Елисеева со счётом 3:2.
Итоговое распределение мест на Чемпионате:
- 1 место (500 000 руб.) — Андрей «Timon» Гурьев
- 2 место (300 000 руб.) — Антон «Klenoff» Кленов
- 3 место (200 000 руб.) — Сергей «sport4ever89» Овдин

Матчи комментировали эксперты «большого» футбола Роман Нагучев и Дмитрий Шнякин, а также блогеры Джефф «Babatumba» Оморогбе и Никита «Finito» Куриленко. В студии аналитики работали самые популярные представители российского FIFA-коммьюнити — Максим «GoodMax» Гутник, Антон Орлов, Артем «Mozz» Красулин, Артем «risenHAHA» Кузьмин и Илья «i_pele10» Пелехацкий. А ведущим мероприятия стал журналист и популярный блогер Карен Адамян.
В церемонии награждения принял участие Генеральный Секретарь Российского футбольного союза Александр Алаев, который вручил участникам расширенного состава сборной России футболки, и президент Федерации компьютерного спорта России Дмитрий Смит.

## Победители и призёры
| Год  | Золото                              | Серебро                                  | Бронза                                   |
| ---- | ----------------------------------- | ---------------------------------------- | ---------------------------------------- |
| 2017 | Хан Балабеков («hantigr_4»)         | Аслан Унежев («Unezh»)                   | Давлят Сагитов («ShutRus»)               |
| 2018 | Антон Кленов («klenoff»)            | Роберт Фахретдинов («Ufenok77»)          | Даниил Абельдяев («Abeldos»)             |
| 2019 | Андрей Гурьев («Timon»)             | Антон Кленов («klenoff»)                 | Сергей Овдин («sport4ever89»)            |
| 2021 | Loko Esports («Timon» и «Ufenok77») | Tundra Esports («FunkBraza» и «klenoff») | forZe Esports («GORDEYCHIQ» и «Abeldos») |
| 2022 | Даниил Абельдяев («Abeldos»)        | Максим Борисов («ZaykaPoehali»)          | Павел Скуратов («Pablo»)                 |
| 2023 | Даниил Абельдяев («Abeldos»)        | Илья Киселёв («Jelav»)                   | Максим Привалов («makkssikk»)            |